# Parlamentswahl in Belgisch-Urundi 1961
Die Parlamentswahl in Belgisch-Urundi 1961 fand am 8. September statt, um eine Regierung zu installieren, welche das Land in der Folge der Unabhängigkeitsgewährung durch Belgien am 1. Juli 1961 regieren sollte.
Das Ergebnis war ein Sieg für die Union pour le Progrès national (UPRONA), welche über 80 % der Wählerstimmen erreichte und 58 der 64 Sitze in der Nationalversammlung. Die Wahlbeteiligung lag bei 75,39 %.

## Ergebnisse
| Listen                                                                               | Stimmen   | %    | Mandate |
| ------------------------------------------------------------------------------------ | --------- | ---- | ------- |
| Union pour le progrès national (UPRONA)                                              | 627.453   | 81,0 | 58      |
| Front Commun (Parti du people – Parti démocratique chrétien)                         | 138.406   | 17,9 | 6       |
| Association des classes moyennes, des commis et des intellectuels du Burundi (ACCEB) | 2.452     | 0,3  | –       |
| Union nationale africaine du Ruanda-Urundi (UNARU)                                   | 1.641     | 0,2  | –       |
| Burundi populaire                                                                    | 1.461     | 0,2  | –       |
| Gesamt                                                                               | 774.883   | 100  | 64      |
|                                                                                      |           |      |         |
| Ungültige Stimmen                                                                    | 8.144     | 1,0  |         |
| Wähler                                                                               | 783.027   | 75,4 |         |
| Wahlberechtigte                                                                      | 1.038.653 |      |         |
|                                                                                      |           |      |         |
| Quelle: African Elections Database                                                   |           |      |         |